# Школа имени Джеймса Мэдисона
Школа имени Джеймса Мэдисона (англ. James Madison School; также известна как Неполная средняя школа восточного Скрантона ― East Scranton Intermediate School или East Scranton Junior High School) ― бывшая школа и историческое здание в городе Скрантон, округ Лакаванна, штат Пенсильвания, США.  

## История и описание
Здание школы было построено в 1927–1928 годах и представляет собой трёхэтажное строение в форме буквы «С». При строительстве были использованы такие материалы, как сталь, кирпич и железобетон. Архитектурный стиль характеризуется как эклектичный: в нём преобладают элементы неоготики и неоренессанса. Длина здания составляет примерно 50 метров, ширина ― 32 метра. Крыша плоская. С момента своей постройки строение претерпело лишь небольшие изменения и в целом сохранило свой первоначальный вид. Школа носила имя Джеймса Мэдисона, четвёртого президента США.
В 2009 году здание Школы имени Джеймса Мэдисона было включено в Национальный реестр исторических мест США.
В 2015 году в школе был проведён ремонт. С тех пор здесь также занимаются дети младшего возраста, а также размещаются апартаменты аспирантов Скрантонского университета.